# Lista de episódios de Luciana by Night
Esta é uma lista de episódios de Luciana by Night, apresentado por Luciana Gimenez e exibido semanalmente na RedeTV! desde 27 de novembro de 2012.

## 2012

### Novembro
| N.º   | Data de exibição       | Convidado(s) |
| ----- | ---------------------- | ------------ |
| 1     | 27 de novembro de 2012 | Ana Hickmann |
| [ 1 ] |                        |              |
|       |                        |              |
|       |                        |              |

### Dezembro
| N.º   | Data de exibição       | Convidado(s)                  |
| ----- | ---------------------- | ----------------------------- |
| 2     | 4 de dezembro de 2012  | Raul Gil                      |
| [ 2 ] |                        |                               |
|       |                        |                               |
|       |                        |                               |
| 3     | 11 de dezembro de 2012 | Val Marchiori                 |
| [ 3 ] |                        |                               |
|       |                        |                               |
|       |                        |                               |
| 4     | 18 de dezembro de 2012 | Gabriela Sabatini, Zé Américo |
| [ 4 ] |                        |                               |
|       |                        |                               |
|       |                        |                               |
| 5     | 25 de dezembro de 2012 | Belo, Gracyane Barbosa        |
| [ 5 ] |                        |                               |
|       |                        |                               |
|       |                        |                               |

## 2013

### Janeiro
| N.º   | Data de exibição      | Convidado(s)                       |
| ----- | --------------------- | ---------------------------------- |
| 6     | 1 de janeiro de 2013  | João Kléber                        |
| [ 6 ] |                       |                                    |
|       |                       |                                    |
|       |                       |                                    |
| 7     | 8 de janeiro de 2013  | Fluvia Lacerda, Robert Rey         |
| [ 7 ] |                       |                                    |
|       |                       |                                    |
|       |                       |                                    |
| 8     | 15 de janeiro de 2013 | Ellen Jabour, Oliver               |
|       |                       |                                    |
|       |                       |                                    |
|       |                       |                                    |
| 9     | 22 de janeiro de 2013 | Otávio Mesquita, Palmirinha Onofre |
|       |                       |                                    |
|       |                       |                                    |
|       |                       |                                    |
| 10    | 29 de janeiro de 2013 | Dulce María, Mariana Weickert      |
|       |                       |                                    |
|       |                       |                                    |
|       |                       |                                    |

### Fevereiro
| N.º                                                                   | Data de exibição        | Convidado(s)                        |
| --------------------------------------------------------------------- | ----------------------- | ----------------------------------- |
| 11                                                                    | 5 de fevereiro de 2013  | Narcisa Tamborindeguy               |
|                                                                       |                         |                                     |
|                                                                       |                         |                                     |
|                                                                       |                         |                                     |
| N/A                                                                   | 12 de fevereiro de 2013 | Raul Gil                            |
|                                                                       |                         |                                     |
| Observação: Reprise do episódio exibido no dia 4 de dezembro de 2012. |                         |                                     |
|                                                                       |                         |                                     |
| 12                                                                    | 19 de fevereiro de 2013 | Catarina Migliorini, Eduardo Borges |
|                                                                       |                         |                                     |
|                                                                       |                         |                                     |
|                                                                       |                         |                                     |
| 13                                                                    | 26 de fevereiro de 2013 | Théo Becker                         |
|                                                                       |                         |                                     |
|                                                                       |                         |                                     |
|                                                                       |                         |                                     |

### Março
| N.º | Data de exibição    | Convidado(s)                                       |
| --- | ------------------- | -------------------------------------------------- |
| 14  | 5 de março de 2013  | Adele Zarzur, Gorete Milagres, Reinaldo Kherlakian |
|     |                     |                                                    |
|     |                     |                                                    |
|     |                     |                                                    |
| 15  | 12 de março de 2013 | Nicole Bahls                                       |
|     |                     |                                                    |
|     |                     |                                                    |
|     |                     |                                                    |
| 16  | 19 de março de 2013 | João Gordo                                         |
|     |                     |                                                    |
|     |                     |                                                    |
|     |                     |                                                    |
| 17  | 26 de março de 2013 | Gabriela Markus, João Gordo, Vampeta               |
|     |                     |                                                    |
|     |                     |                                                    |
|     |                     |                                                    |

### Abril
| N.º | Data de exibição    | Convidado(s)                |
| --- | ------------------- | --------------------------- |
| 18  | 2 de abril de 2013  | Gilberto Barros             |
|     |                     |                             |
|     |                     |                             |
|     |                     |                             |
| 19  | 9 de abril de 2013  | Cátia Fonseca               |
|     |                     |                             |
|     |                     |                             |
|     |                     |                             |
| 20  | 16 de abril de 2013 | Seu Jorge                   |
|     |                     |                             |
|     |                     |                             |
|     |                     |                             |
| 21  | 23 de abril de 2013 | Bryan Tanaka, Paulo Ricardo |
|     |                     |                             |
|     |                     |                             |
|     |                     |                             |
| 22  | 30 de abril de 2013 | Geisy Arruda, Silvio Luiz   |
|     |                     |                             |
|     |                     |                             |
|     |                     |                             |

### Maio
| N.º   | Data de exibição   | Convidado(s)                           |
| ----- | ------------------ | -------------------------------------- |
| 23    | 7 de maio de 2013  | Ana Luiza, Angelis Borges, Sara Winter |
|       |                    |                                        |
|       |                    |                                        |
|       |                    |                                        |
| 24    | 14 de maio de 2013 | Sérgio Mallandro, Serginho Tadeu       |
|       |                    |                                        |
|       |                    |                                        |
|       |                    |                                        |
| 25    | 21 de maio de 2013 | Kelly Key                              |
|       |                    |                                        |
|       |                    |                                        |
|       |                    |                                        |
| 26    | 28 de maio de 2013 | João Suplicy, Supla                    |
| [ 8 ] |                    |                                        |
|       |                    |                                        |
|       |                    |                                        |

### Junho
| N.º    | Data de exibição    | Convidado(s)                      |
| ------ | ------------------- | --------------------------------- |
| 27     | 4 de junho de 2013  | Jean Wyllys                       |
| [ 9 ]  |                     |                                   |
|        |                     |                                   |
|        |                     |                                   |
| 28     | 11 de junho de 2013 | Chiquinho Scarpa, Marlene Nicolau |
| [ 10 ] |                     |                                   |
|        |                     |                                   |
|        |                     |                                   |
| 29     | 18 de junho de 2013 | Eduardo Moreira, Marina Elali     |
| [ 11 ] |                     |                                   |
|        |                     |                                   |
|        |                     |                                   |
| 30     | 25 de junho de 2013 | Marcelo Tas                       |
| [ 12 ] |                     |                                   |
|        |                     |                                   |
|        |                     |                                   |

### Julho
| N.º    | Data de exibição    | Convidado(s)                           |
| ------ | ------------------- | -------------------------------------- |
| 31     | 2 de julho de 2013  | Hortência Marcari, João Pedro Patrício |
| [ 13 ] |                     |                                        |
|        |                     |                                        |
|        |                     |                                        |
| 32     | 9 de julho de 2013  | Alessandra Maestrini, Paulo Miklos     |
| [ 14 ] |                     |                                        |
|        |                     |                                        |
|        |                     |                                        |
| 33     | 16 de julho de 2013 | Penélope Nova, Talyta Pugliesi         |
| [ 15 ] |                     |                                        |
|        |                     |                                        |
|        |                     |                                        |
| 34     | 23 de julho de 2013 | Dodô, Fabiana Saba                     |
| [ 16 ] |                     |                                        |
|        |                     |                                        |
|        |                     |                                        |
| 35     | 30 de julho de 2013 | Marcelo Cidral, Mr. Catra              |
| [ 17 ] |                     |                                        |
|        |                     |                                        |
|        |                     |                                        |

### Agosto
| N.º    | Data de exibição     | Convidado(s)                            |
| ------ | -------------------- | --------------------------------------- |
| 36     | 6 de agosto de 2013  | Gaby Amarantos, Rogéria                 |
| [ 18 ] |                      |                                         |
|        |                      |                                         |
|        |                      |                                         |
| 37     | 13 de agosto de 2013 | Antônia Fontenelle, Dani Calabresa      |
| [ 19 ] |                      |                                         |
|        |                      |                                         |
|        |                      |                                         |
| 38     | 20 de agosto de 2013 | Caique Cego, Nahim                      |
| [ 20 ] |                      |                                         |
|        |                      |                                         |
|        |                      |                                         |
| 39     | 27 de agosto de 2013 | Carlos Alberto de Nóbrega, Maria Melilo |
| [ 21 ] |                      |                                         |
|        |                      |                                         |
|        |                      |                                         |

### Setembro
| N.º    | Data de exibição       | Convidado(s)                                            |
| ------ | ---------------------- | ------------------------------------------------------- |
| 40     | 3 de setembro de 2013  | André Vasco, Hélio Castroneves                          |
| [ 22 ] |                        |                                                         |
|        |                        |                                                         |
|        |                        |                                                         |
| 41     | 10 de setembro de 2013 | Gretchen                                                |
| [ 23 ] |                        |                                                         |
|        |                        |                                                         |
|        |                        |                                                         |
| 42     | 17 de setembro de 2013 | Ronaldo Ésper, Valesca Popozuda                         |
| [ 24 ] |                        |                                                         |
|        |                        |                                                         |
|        |                        |                                                         |
| 43     | 24 de setembro de 2013 | Jerry Adriani, apresentadoras do programa Papo Calcinha |
| [ 25 ] |                        |                                                         |
|        |                        |                                                         |
|        |                        |                                                         |

### Outubro
| N.º    | Data de exibição     | Convidado(s)              |
| ------ | -------------------- | ------------------------- |
| 44     | 1 de outubro de 2013 | Nelson Rubens             |
| [ 26 ] |                      |                           |
|        |                      |                           |
|        |                      |                           |
| 45     | 8 de outubro de 2013 | Fafá de Belém, Paulo Skaf |
| [ 27 ] |                      |                           |
|        |                      |                           |
|        |                      |                           |